# だんくぼ
『だんくぼ』は、2013年4月5日から9月26日まで、テレビ朝日で毎週金曜日2:21 - 2:51（木曜深夜、JST）に放送されていたバラエティ番組であり、壇蜜と大久保佳代子（オアシズ）の在京キー局初の冠番組である。また、6月21日23:15 - 翌0:15（JST）には特番『だんくぼ いきなり夜11時台進出!! 壇蜜&大久保佳代子はいつもより露出多めスペシャル』が放送された。
2013年10月2日より『だんくぼ・彩』（だんくぼ・いろ）と改題し、水曜日 1:21 - 1:51（火曜日深夜）枠に移動。2014年3月27日まで放送された。

## 概要
2人が歯医者、美容院など様々な職場を訪問し、職業にまつわるクイズやゲームに挑戦する職場ゲームバラエティー。

## コーナー
- 職場ゲーム-2人の中から本物を見分けるゲーム。もし、不正解だった場合は女性として恥ずかしい罰ゲームが待っている。
- 女性のどうでもいい悩み相談-視聴者からの悩みをとりあえず、壇蜜と大久保（番組内ではだんくぼと名乗ってる。）が回答するコーナー。

## 放送リスト

### だんくぼ　通常版
| 回数 | 放送日時      | 訪れた職場     | 備考                                                                                 |
| ---- | ------------- | -------------- | ------------------------------------------------------------------------------------ |
| 1    | 2013年4月5日  | 歯医者         |                                                                                      |
| 2    | 2013年4月12日 | 歯医者         | 通常よりも6分遅れで放送。                                                            |
| 3    | 2013年4月19日 | メンキャバ     | 通常よりも15分遅れで放送。                                                           |
| 4    | 2013年4月26日 | メンキャバ     |                                                                                      |
| 5    | 2013年5月3日  | ストレッチ     |                                                                                      |
| 6    | 2013年5月10日 | 占い処         |                                                                                      |
| 7    | 2013年5月17日 | 占い処         |                                                                                      |
| 8    | 2013年5月24日 | カメラマン     |                                                                                      |
| 9    | 2013年5月31日 | カメラマン     |                                                                                      |
| 10   | 2013年6月7日  | 家電量販店     |                                                                                      |
| 11   | 2013年6月21日 | なし           | 女のどうでもいい悩み相談豪華SP版を放送。                                             |
| 12   | 2013年6月28日 | なし           | だんくぼSP未公開映像大放出SPを放送。                                                 |
| 13   | 2013年7月5日  | 家電量販店     |                                                                                      |
| 14   | 2013年7月12日 | ライフセーバー | 通常より15分遅れでの放送。                                                           |
| 15   | 2013年8月9日  | なし           | 特別企画！泳げない壇蜜を泳げるようにしよう！を放送。通常より30分遅れの可能性がある。 |
| 16   | 2013年8月16日 | なし           | 「女のどうでもいい悩み相談」スペシャル！                                             |
| 17   | 2013年8月23日 | なし           | 「女のどうでもいい悩み相談」勇気を持って放送しちゃいまSP！                           |
| 18   | 2013年8月30日 | なし           | 新企画！「だんくぼのどうでもよくない悩み相談！」                                     |
| 19   | 2013年9月6日  | なし           | 「だんくぼのどうでもよくない悩み相談！」                                             |
| 20   | 2013年9月13日 | なし           | 「だんくぼのどうでもよくない悩み相談！」自分に合った寝具を見つけよう！               |
| 21   | 2013年9月20日 | なし           | 新企画！「No.1悩み相談！」                                                           |
| 22   | 2013年9月27日 | なし           | 大好評！「No.1悩み相談！」                                                           |

### だんくぼ・特番
| タイトル                                                               | 放送日時      | 訪れた職場 | 備考 |
| ---------------------------------------------------------------------- | ------------- | ---------- | ---- |
| いきなり夜11時台進出!! 壇蜜&大久保佳代子はいつもより露出多めスペシャル | 2013年6月21日 | 航空会社   |      |

### だんくぼ・彩通常版
| 回数 | 放送日時       | テーマ                                                                             | 備考 |
| ---- | -------------- | ---------------------------------------------------------------------------------- | ---- |
| 1    | 2013年10月2日  | 薄毛                                                                               |      |
| 2    | 2013年10月9日  | 薄毛                                                                               |      |
| 3    | 2013年10月16日 | 「だんくぼ 男よりマンション探すわよSP！」未公開SP！                                |      |
| 4    | 2013年10月23日 | 立ち飲み屋さん                                                                     |      |
| 5    | 2013年10月30日 | 立ち飲み屋さん                                                                     |      |
| 6    | 2013年11月6日  | スマートフォン講座をうけよう!                                                      |      |
| 7    | 2013年11月13日 | スマートフォン講座をうけよう!                                                      |      |
| 8    | 2013年11月20日 | 「最高の下着を探そう〜!」                                                          |      |
| 9    | 2013年11月27日 | 劇団四季                                                                           |      |
| 10   | 2013年12月4日  | 劇団四季                                                                           |      |
| 11   | 2013年12月11日 | 劇団四季                                                                           |      |
| 12   | 2013年12月18日 | 極秘プロジェクト！本人達に黙って、2人の相性を徹底検証しちゃうわよＳＰ              |      |
| 13   | 2014年1月8日   | 女装男子                                                                           |      |
| 14   | 2014年1月15日  | 今話題の女装男子の生態を調査しに行こう！！後半戦                                   |      |
| 15   | 2014年1月22日  | プロレス大好き女子会に潜入！                                                       |      |
| 16   | 2014年1月29日  | プロレス大好き女子会に潜入！美保純＆だんくぼ 大興奮SP！                            |      |
| 17   | 2014年2月5日   | 現代コスプレ事情を徹底調査SP！                                                     |      |
| 18   | 2014年2月12日  | 消防署の1日に密着！                                                                |      |
| 19   | 2014年2月19日  | 消防署の1日に密着！                                                                |      |
| 20   | 2014年2月26日  | 消防署の1日に密着！                                                                |      |
| 21   | 2014年3月5日   | 緊急企画！他人の結婚式にいきなり参加してだんくぼは泣けるのか！？                   |      |
| 22   | 2014年3月12日  | 緊急企画！他人の結婚式にいきなり参加してだんくぼは泣けるのか！？                   |      |
| 23   | 2014年3月19日  | 豪華2本立てSP！だんくぼが理想の挙式プランをガチ相談！/「女のどうでもいい悩み相談」 |      |
| 24   | 2014年3月26日  | 最終回SP！だんくぼ超本気の五番勝負！                                               |      |

### だんくぼ・彩特番
| タイトル                                                                      | 放送日時      | 備考 |
| ----------------------------------------------------------------------------- | ------------- | ---- |
| 壇蜜&大久保のだんくぼ 男よりマンション探すわよSP                              | 2013年10月5日 |      |
| だんくぼ・彩 今年は仲良くします！SP！ワケあり美女と運気アップさせるわよツアー | 2014年1月6日  |      |

## ネット局と放送時間

### だんくぼ
| 放送対象地域   | 放送局                   | 系列           | 放送日時                     | 放送開始日    | 遅れ       |
| -------------- | ------------------------ | -------------- | ---------------------------- | ------------- | ---------- |
| 関東広域圏     | テレビ朝日（EX）         | テレビ朝日系列 | 金曜 2:21 - 2:51（木曜深夜） | 2013年4月4日  | 制作局     |
| 香川県・岡山県 | 瀬戸内海放送（KSB）      | テレビ朝日系列 | 木曜 1:55 - 2:25（水曜深夜） | 2013年4月11日 | 遅れネット |
| 青森県         | 青森朝日放送（ABA）      | テレビ朝日系列 | 火曜 0:15 - 0:45             | 2013年4月16日 | 遅れネット |
| 岩手県         | 岩手朝日テレビ（IAT）    | テレビ朝日系列 | 金曜 0:40 - 1:10（木曜深夜） | 2013年4月19日 | 遅れネット |
| 山口県         | 山口朝日放送（yab）      | テレビ朝日系列 | 金曜 1:15 - 1:45（木曜深夜） | 2013年4月19日 | 遅れネット |
| 大分県         | 大分朝日放送（OAB）      | テレビ朝日系列 | 火曜 1:15 - 1:45（月曜深夜） | 2013年4月23日 | 遅れネット |
| 福岡県         | 九州朝日放送（KBC）      | テレビ朝日系列 | 木曜 1:15 - 1:45（水曜深夜） | 2013年4月25日 | 遅れネット |
| 日本全国       | テレ朝チャンネル1        | CS放送         | 土曜 22:30 - 23:00           | 2013年6月1日  | 遅れネット |
| 近畿広域圏     | 朝日放送（ABC）          | テレビ朝日系列 | 月曜 2:28 - 3:03（日曜深夜） | 2013年6月1日  | 遅れネット |
| 宮城県         | 東日本放送（KHB）        | テレビ朝日系列 | 月曜 1:10 - 1:40（日曜深夜） | 2013年6月24日 | 遅れネット |
| 長崎県         | 長崎文化放送（NCC）      | テレビ朝日系列 | 木曜 1:21 - 1:51（水曜深夜） | 2013年7月4日  | 遅れネット |
| 石川県         | 北陸朝日放送（HAB）      | テレビ朝日系列 | 日曜 0:45 - 1:15（土曜深夜） | 2013年10月6日 | 遅れネット |
| 北海道         | 北海道テレビ（HTB）      | テレビ朝日系列 | 火曜 0:15 - 0:45（月曜深夜） | 2013年10月8日 | 遅れネット |
| 広島県         | 広島ホームテレビ（HOME） | テレビ朝日系列 | 水曜 0:51 - 1:51（火曜深夜） | 不明          | 遅れネット |

- 壇蜜の出身地である秋田県の秋田朝日放送と大久保の出身地である愛知県（中京広域圏）のメ〜テレでのレギュラー放送はなかったが、後述の通り23時台進出スペシャルはともに単発扱いで同時ネットで放送された。

#### 特番
| 放送対象地域   | 放送局                   | 系列           | 放送曜日・放送時間           | 放送日        | 遅れ         |
| -------------- | ------------------------ | -------------- | ---------------------------- | ------------- | ------------ |
| 関東広域圏     | テレビ朝日（EX）         | テレビ朝日系列 | 金曜 23:15 - 翌0:15          | 2013年6月21日 | 制作局       |
| 北海道         | 北海道テレビ（HTB）      | テレビ朝日系列 | 金曜 23:15 - 翌0:15          | 2013年6月21日 | 同時ネット   |
| 青森県         | 青森朝日放送（ABA）      | テレビ朝日系列 | 金曜 23:15 - 翌0:15          | 2013年6月21日 | 同時ネット   |
| 宮城県         | 東日本放送（KHB）        | テレビ朝日系列 | 金曜 23:15 - 翌0:15          | 2013年6月21日 | 同時ネット   |
| 秋田県         | 秋田朝日放送（AAB）      | テレビ朝日系列 | 金曜 23:15 - 翌0:15          | 2013年6月21日 | 同時ネット   |
| 山形県         | 山形テレビ（YTS）        | テレビ朝日系列 | 金曜 23:15 - 翌0:15          | 2013年6月21日 | 同時ネット   |
| 福島県         | 福島放送（KFB）          | テレビ朝日系列 | 金曜 23:15 - 翌0:15          | 2013年6月21日 | 同時ネット   |
| 新潟県         | 新潟テレビ21（UX）       | テレビ朝日系列 | 金曜 23:15 - 翌0:15          | 2013年6月21日 | 同時ネット   |
| 長野県         | 長野朝日放送（abn）      | テレビ朝日系列 | 金曜 23:15 - 翌0:15          | 2013年6月21日 | 同時ネット   |
| 石川県         | 北陸朝日放送（HAB）      | テレビ朝日系列 | 金曜 23:15 - 翌0:15          | 2013年6月21日 | 同時ネット   |
| 中京広域圏     | メ〜テレ（NBN）          | テレビ朝日系列 | 金曜 23:15 - 翌0:15          | 2013年6月21日 | 同時ネット   |
| 広島県         | 広島ホームテレビ（HOME） | テレビ朝日系列 | 金曜 23:15 - 翌0:15          | 2013年6月21日 | 同時ネット   |
| 山口県         | 山口朝日放送（yab）      | テレビ朝日系列 | 金曜 23:15 - 翌0:15          | 2013年6月21日 | 同時ネット   |
| 香川県・岡山県 | 瀬戸内海放送（KSB）      | テレビ朝日系列 | 金曜 23:15 - 翌0:15          | 2013年6月21日 | 同時ネット   |
| 愛媛県         | 愛媛朝日テレビ（eat）    | テレビ朝日系列 | 金曜 23:15 - 翌0:15          | 2013年6月21日 | 同時ネット   |
| 福岡県         | 九州朝日放送（KBC）      | テレビ朝日系列 | 金曜 23:15 - 翌0:15          | 2013年6月21日 | 同時ネット   |
| 長崎県         | 長崎文化放送（NCC）      | テレビ朝日系列 | 金曜 23:15 - 翌0:15          | 2013年6月21日 | 同時ネット   |
| 熊本県         | 熊本朝日放送（KAB）      | テレビ朝日系列 | 金曜 23:15 - 翌0:15          | 2013年6月21日 | 同時ネット   |
| 大分県         | 大分朝日放送（OAB）      | テレビ朝日系列 | 金曜 23:15 - 翌0:15          | 2013年6月21日 | 同時ネット   |
| 鹿児島県       | 鹿児島放送（KKB）        | テレビ朝日系列 | 金曜 23:15 - 翌0:15          | 2013年6月21日 | 同時ネット   |
| 沖縄県         | 琉球朝日放送（QAB）      | テレビ朝日系列 | 金曜 23:15 - 翌0:15          | 2013年6月21日 | 同時ネット   |
| 静岡県         | 静岡朝日テレビ（SATV）   | テレビ朝日系列 | 金曜 23:45 - 翌0:45          | 2013年6月21日 | 30分遅れ     |
| 近畿広域圏     | 朝日放送（ABC）          | テレビ朝日系列 | 土曜 0:24 - 1:24（金曜深夜） | 2013年6月22日 | 1時間9分遅れ |
| 岩手県         | 岩手朝日テレビ（IAT）    | テレビ朝日系列 | 金曜 0:40 - 1:40（木曜深夜） | 2013年7月5日  | 14日遅れ     |

### だんくぼ・彩
| 放送対象地域   | 放送局                   | 系列           | 放送日時                     | 放送開始日     | 遅れ       |
| -------------- | ------------------------ | -------------- | ---------------------------- | -------------- | ---------- |
| 関東広域圏     | テレビ朝日（EX）         | テレビ朝日系列 | 水曜 1:21 - 1:51（火曜深夜） | 2013年10月2日  | 制作局     |
| 香川県・岡山県 | 瀬戸内海放送（KSB）      | テレビ朝日系列 | 木曜 1:55 - 2:25（水曜深夜） | 2013年10月10日 | 遅れネット |
| 山形県         | 山形テレビ（YTS）        | テレビ朝日系列 | 月曜 1:28 - 1:58（日曜深夜） | 2013年10月14日 | 遅れネット |
| 青森県         | 青森朝日放送（ABA）      | テレビ朝日系列 | 火曜 0:15 - 0:45（月曜深夜） | 2013年10月15日 | 遅れネット |
| 大分県         | 大分朝日放送（OAB）      | テレビ朝日系列 | 火曜 1:15 - 1:45（月曜深夜） | 2013年10月15日 | 遅れネット |
| 福岡県         | 九州朝日放送（KBC）      | テレビ朝日系列 | 木曜 1:15 - 1:45（水曜深夜） | 2013年10月17日 | 遅れネット |
| 岩手県         | 岩手朝日テレビ（IAT）    | テレビ朝日系列 | 金曜 0:40 - 1:10（木曜深夜） | 2013年10月18日 | 遅れネット |
| 静岡県         | 静岡朝日テレビ（SATV）   | テレビ朝日系列 | 土曜 1:20 - 1:50（金曜深夜） | 2013年10月19日 | 遅れネット |
| 愛媛県         | 愛媛朝日テレビ（eat）    | テレビ朝日系列 | 土曜 1:50 - 2:20（金曜深夜） | 2013年10月19日 | 遅れネット |
| 新潟県         | 新潟テレビ21（UX）       | テレビ朝日系列 | 火曜 0:20 - 0:50（月曜深夜） | 2013年10月22日 | 遅れネット |
| 山口県         | 山口朝日放送（yab）      | テレビ朝日系列 | 火曜 0:45 - 1:15（月曜深夜） | 2013年10月22日 | 遅れネット |
| 長崎県         | 長崎文化放送（NCC）      | テレビ朝日系列 | 木曜 1:21 - 1:51（水曜深夜） | 2013年10月24日 | 遅れネット |
| 日本全国       | テレ朝チャンネル1        | CS放送         | 土曜 22:30 - 23:00           | 2013年11月9日  | 遅れネット |
| 鳥取県・島根県 | 日本海テレビ（NKT）      | 日本テレビ系列 | 金曜 1:54 - 2:24（木曜深夜） | 2013年11月29日 | 遅れネット |
| 広島県         | 広島ホームテレビ（HOME） | テレビ朝日系列 | 水曜 0:15 - 0:45（火曜深夜） | 2014年1月8日   | 遅れネット |
| 北海道         | 北海道テレビ（HTB）      | テレビ朝日系列 | 火曜 0:15 - 0:45（月曜深夜） | 2014年3月18日  | 遅れネット |
| 近畿広域圏     | 朝日放送（ABC）          | テレビ朝日系列 | 月曜 2:28 - 3:03（日曜深夜） | 2014年3月31日  | 遅れネット |

#### 特番
| 放送対象地域   | 放送局                   | 系列           | 放送曜日・放送時間           | 放送日       | 遅れ          |
| -------------- | ------------------------ | -------------- | ---------------------------- | ------------ | ------------- |
| 関東広域圏     | テレビ朝日（EX）         | テレビ朝日系列 | 月曜 23:15 - 翌0:15          | 2014年1月6日 | 制作局        |
| 北海道         | 北海道テレビ（HTB）      | テレビ朝日系列 | 月曜 23:15 - 翌0:15          | 2014年1月6日 | 同時ネット    |
| 青森県         | 青森朝日放送（ABA）      | テレビ朝日系列 | 月曜 23:15 - 翌0:15          | 2014年1月6日 | 同時ネット    |
| 岩手県         | 岩手朝日テレビ（IAT）    | テレビ朝日系列 | 月曜 23:15 - 翌0:15          | 2014年1月6日 | 同時ネット    |
| 宮城県         | 東日本放送（KHB）        | テレビ朝日系列 | 月曜 23:15 - 翌0:15          | 2014年1月6日 | 同時ネット    |
| 秋田県         | 秋田朝日放送（AAB）      | テレビ朝日系列 | 月曜 23:15 - 翌0:15          | 2014年1月6日 | 同時ネット    |
| 山形県         | 山形テレビ（YTS）        | テレビ朝日系列 | 月曜 23:15 - 翌0:15          | 2014年1月6日 | 同時ネット    |
| 福島県         | 福島放送（KFB）          | テレビ朝日系列 | 月曜 23:15 - 翌0:15          | 2014年1月6日 | 同時ネット    |
| 新潟県         | 新潟テレビ21（UX）       | テレビ朝日系列 | 月曜 23:15 - 翌0:15          | 2014年1月6日 | 同時ネット    |
| 長野県         | 長野朝日放送（abn）      | テレビ朝日系列 | 月曜 23:15 - 翌0:15          | 2014年1月6日 | 同時ネット    |
| 石川県         | 北陸朝日放送（HAB）      | テレビ朝日系列 | 月曜 23:15 - 翌0:15          | 2014年1月6日 | 同時ネット    |
| 静岡県         | 静岡朝日テレビ（SATV）   | テレビ朝日系列 | 月曜 23:15 - 翌0:15          | 2014年1月6日 | 同時ネット    |
| 中京広域圏     | メ〜テレ（NBN）          | テレビ朝日系列 | 月曜 23:15 - 翌0:15          | 2014年1月6日 | 同時ネット    |
| 広島県         | 広島ホームテレビ（HOME） | テレビ朝日系列 | 月曜 23:15 - 翌0:15          | 2014年1月6日 | 同時ネット    |
| 山口県         | 山口朝日放送（yab）      | テレビ朝日系列 | 月曜 23:15 - 翌0:15          | 2014年1月6日 | 同時ネット    |
| 香川県・岡山県 | 瀬戸内海放送（KSB）      | テレビ朝日系列 | 月曜 23:15 - 翌0:15          | 2014年1月6日 | 同時ネット    |
| 愛媛県         | 愛媛朝日テレビ（eat）    | テレビ朝日系列 | 月曜 23:15 - 翌0:15          | 2014年1月6日 | 同時ネット    |
| 福岡県         | 九州朝日放送（KBC）      | テレビ朝日系列 | 月曜 23:15 - 翌0:15          | 2014年1月6日 | 同時ネット    |
| 長崎県         | 長崎文化放送（NCC）      | テレビ朝日系列 | 月曜 23:15 - 翌0:15          | 2014年1月6日 | 同時ネット    |
| 熊本県         | 熊本朝日放送（KAB）      | テレビ朝日系列 | 月曜 23:15 - 翌0:15          | 2014年1月6日 | 同時ネット    |
| 大分県         | 大分朝日放送（OAB）      | テレビ朝日系列 | 月曜 23:15 - 翌0:15          | 2014年1月6日 | 同時ネット    |
| 鹿児島県       | 鹿児島放送（KKB）        | テレビ朝日系列 | 月曜 23:15 - 翌0:15          | 2014年1月6日 | 同時ネット    |
| 沖縄県         | 琉球朝日放送（QAB）      | テレビ朝日系列 | 月曜 23:15 - 翌0:15          | 2014年1月6日 | 同時ネット    |
| 近畿広域圏     | 朝日放送（ABC）          | テレビ朝日系列 | 火曜 0:30 - 1:32（月曜深夜） | 2014年1月7日 | 1時間15分遅れ |

## スタッフ

### だんくぼ
- ナレーション：日高のり子
- 企画：奥川晃弘（2013年7月5日 - 以前は、ゼネラルプロデューサー）
- 構成：鈴木おさむ、樋口卓治、楠田信行
- 技術協力：羽田廣宣
- 美術デザイン：近藤千春
- 美術：市丸和範、奥田裕美
- CGディレクション：形部まり子
- CGデザイン：松島佑樹
- EED：五十嵐剛輝、中村仁志
- MA：中野真美子
- 音効：波多野精二、下戸正彦
- TK：草野麻里
- 協力：東京オフラインセンター
- 編成：田中真由子
- 営業：長畑陽太
- 宣伝：古澤琢
- コンテンツビジネス：石井貴裕
- web制作：福島亘
- 制作スタッフ：渡井祐貴、貴島彩理、安部愛姫、立水伸樹、松浦健太
- ディレクター：大谷真也、芦田太郎、北村麻美
- AP：河村由香、鈴木園子
- 演出：奥村篤人（以前は、チーフディレクター）
- プロデューサー：樋口圭介、梶山貴弘
- ゼネラルプロデューサー：本部純（2013年7月5日 - 以前は、プロデューサー）
- 制作著作：テレビ朝日

#### 過去のスタッフ
- 営業：好木愛沙

### だんくぼ・彩
- ナレーション：遠野ひかる
- 構成：鈴木おさむ、樋口卓治、楠田信行
- 技術協力：羽田廣宣
- 美術デザイン：小山晃弘
- 美術進行：奥田裕美
- CGデザイン：松島佑樹
- オープニングデザイン：五十嵐剛輝
- EED：神宮寺曉
- MA：松川智実
- 音効：上島光央
- TK：草野麻里
- 協力：東京オフラインセンター
- 編成：田中真由子
- 営業：長畑陽太
- 宣伝：西山隆一
- コンテンツビジネス：石井貴裕
- Web制作：福島亘
- 制作スタッフ：渡邊達也、見留晴絵、長崎茉莉亜、立水伸樹
- ディレクター：垣花勇樹、丸谷水希、佐藤真吾
- AP：河村由香、鈴木園子
- 演出：奥村篤人
- プロデューサー：梶山貴弘
- ゼネラルプロデューサー：本部純
- 制作著作：テレビ朝日